# Antepipona signatus
Antepipona signatus är en stekelart som först beskrevs av Smith.  Antepipona signatus ingår i släktet Antepipona och familjen Eumenidae. Inga underarter finns listade i Catalogue of Life.